# Масово убийство на кораба „Зонг“
Масовото убийство на кораба „Зонг“ е инцидент в дните след 29 ноември 1781 година, при който екипажът на английския робски кораб „Зонг“ изхвърля в морето 142 роби.
„Зонг“ е собственост за ливърпулско сдружение за търговия с роби, което е сключило застраховка за техния живот. Корабът превозва товар с роби от Африка към Антилските острови, но поради навигационна грешка се отклонява от курса си, поради което запасите му от вода за пиене се оказват недостатъчни. За да се спести вода част от робите са изхвърлени зад борда на няколко групи в последните дни на ноември и първите дни на декември 1781 година.
Собствениците на „Зонг“ изискват от застрахователите си да им изплатят стойността на убитите роби. Застраховката не покрива случаи на естествена смърт, но те претендират, че убиването на робите е било необходимо за запазването на останалите роби на кораба. Застрахователите първоначално отказват да платят, но съдът решава, че при определени обстоятелства умишленото убиване на роби е законно.
Съдебните дела между собствениците и застрахователите на „Зонг“ привличат вниманието на обществеността в Англия. Известният противник на търговията с роби Гренвил Шарп прави неуспешен опит да предизвика преследването на членовете на екипажа на кораба за убийство. Отзвукът от тези събития оказва силно влияние върху формиращото се аболиционистко движение.